# Ca l'Eixalà
Ca l'Eixalà és un edifici de Santa Margarida i els Monjos (Alt Penedès) que forma part de l'Inventari del Patrimoni Arquitectònic de Catalunya. La casa va ser construïda durant el segle xix.

## Descripció
Ca l'Aixelà és un edifici de planta quadrangular format per planta baixa i dos pisos. La coberta és a quatre vessants, amb una torratxa al mig. Les façanes presenten una composició simètrica. La principalté portal d'accés d'arc de mig punt, balcons superiors i finestres laterals. El conjunt s'insereix dintre del llenguatge de l'eclecticisme. Cal remarca com a element interessant al jardí, amb un templet aïllat, una bassa i una capella.